# Hasil Adkins
Hasil Ray Adkins, född 29 april 1937 i Boone County, West Virginia, död 26 april 2005 i Boone County, West Virginia, var en amerikansk country-, rock and roll- och bluesmusiker, fast han ofta räknades till rockabillygenren och ibland till primitiv jazz. Han uppträdde oftast som enmansband och spelade gitarr och trummor samtidigt som han sjöng. Han spelade även munspel och keyboard. 
Adkins dog dagar efter att en tonåring kört över honom.

## Diskografi i urval
Studioalbum
- He Said (Big Beat Record) (1985)
- The Wild Man (Norton Records) (1987)
- Peanut Butter Rock and Roll (Norton Records) (1990)
- Moon Over Madison (Norton Records) (1990)
- Look at that Caveman Go!! (Norton Records) (1993)
- Achy Breaky Ha Ha Ha (Norton Records) (1994)
- What the Hell was I thinking (Fat Possum Records) (1997)
- Drinkin My Life Away - A Collection Of Folk Songs, Spirituals, And Field Hollers (Shake It Records) (1998)
- Evening Shadow Road (Nero's Neptune) (2012)

Livealbum
- Live in Chicago (Pravda Records) (1992)

Samlingsalbum
- Chicken Walk (Dee Jay Records) (1984)
- Rock 'N Roll Tonight  (Dee Jay Jamboree) (1984)
- Out to Hunch (Norton Records) (1986)
- Poultry in Motion (Norton Records) (2000)
- Best of the Haze (CIA / Corporation International Arts) (2006)
- Night Life (Creeps Records) (2009)
- White Light / White Meat (Norton Records) (2010)

Singlar
- "She's Mine" / "Chicken Walk" (Air Records) (1962)
- "The Hunch" / "She's Gone" (Roxie Records) (1962)
- "She Said" / "Is This The End" (Jody Records) (1964)
- "Get Out Of My Car" / "D.P.A. Blues" (Avenue Records) (1966)

## Galleri

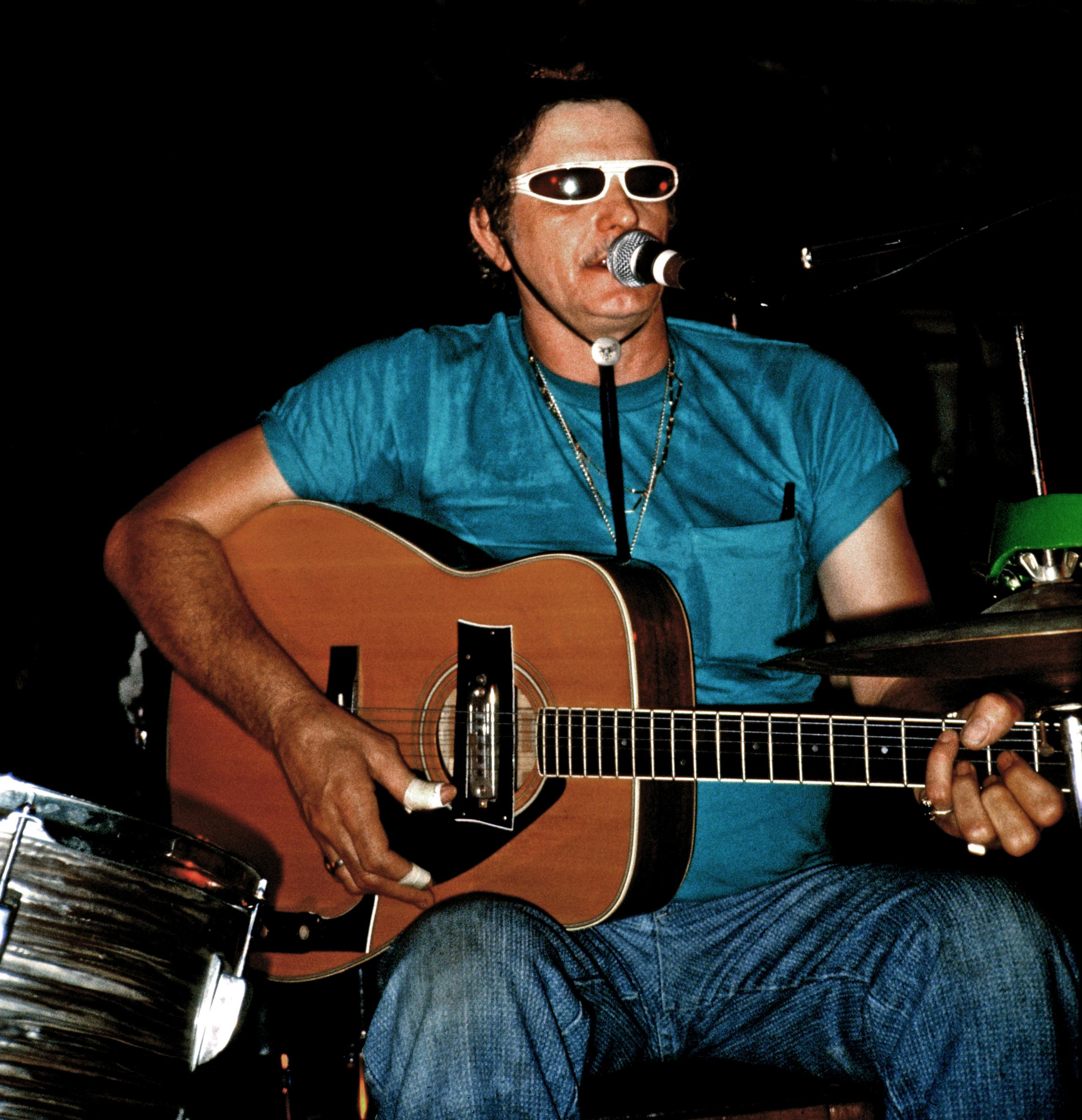
1991
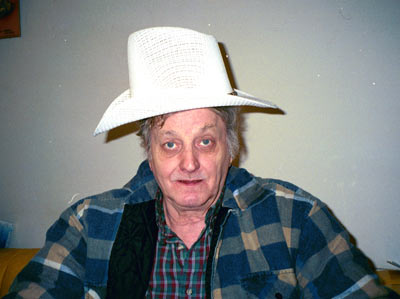
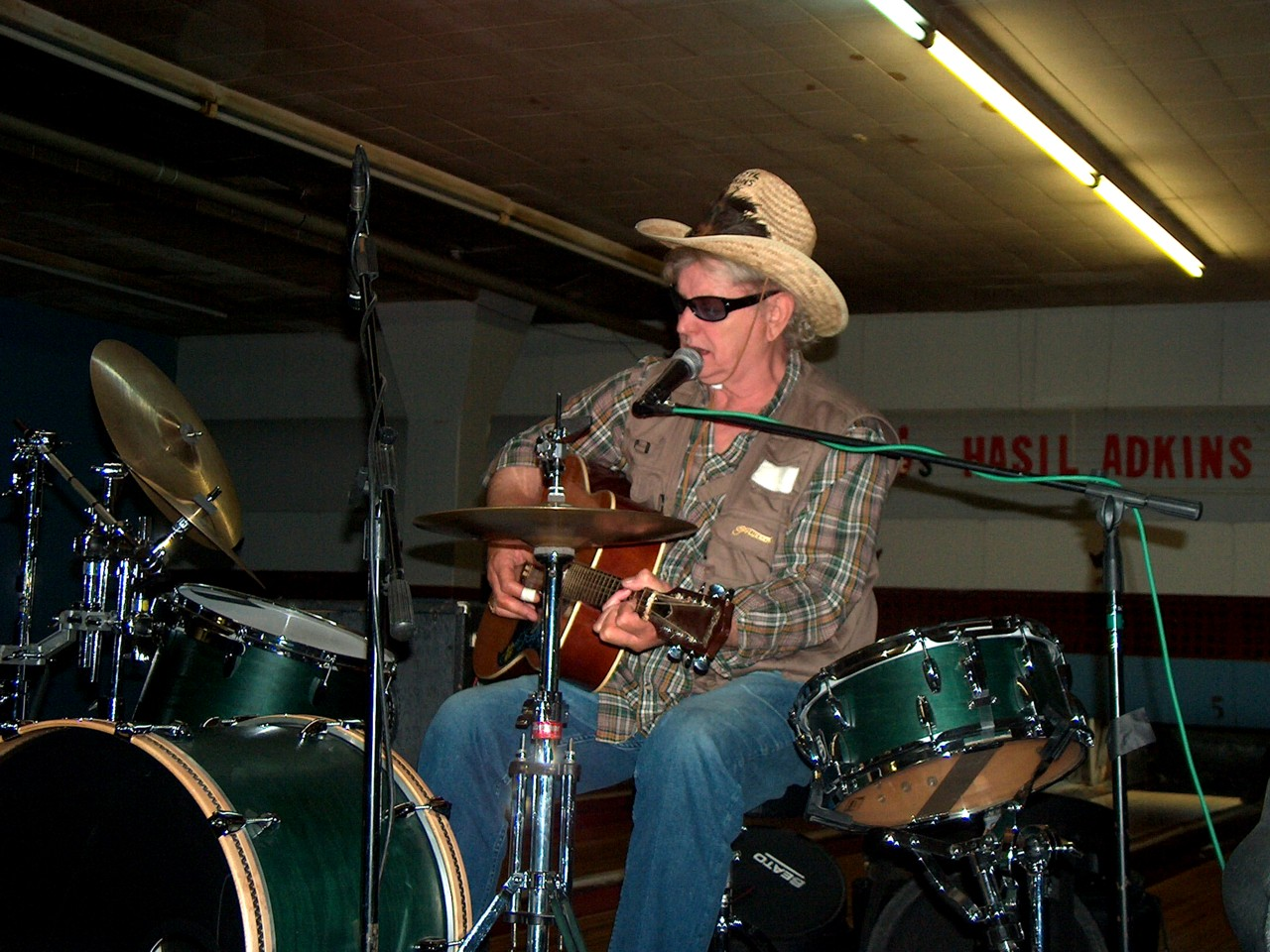
2003